# S-LCD
La S-LCD Corporation Co., Ltd. (in coreano: 에스 엘시디, in giapponese: エス・エルシーディー) è una joint-venture tra la sudcoreana Samsung Electronics e la giapponese Sony Corporation, che produce pannelli LCD.

## Generalità
L'azienda nasce nel 2004 dall'accordo dei due colossi dell'elettronica Samsung e Sony, che detengono il 50% ciascuno del capitale sociale. La sede si trova a Tangjeong, quartiere industriale della città di Asan nella provincia del Sud Chungcheong, in Corea del Sud.
Costituita da tre grandi capannoni, quella di Tangjeong è la fabbrica di pannelli per televisori a schermo piatto più grande del mondo, sia in termini di superficie complessiva della struttura, che di capacità produttiva.
La sua capacità produttiva è di 60.000 pannelli LCD al mese di settima e ottava generazione, che fanno di S-LCD uno dei maggiori fornitori al mondo per aziende terze produttrici di televisori, monitor e notebook.